# Piazza della Repubblica (Belgrado)

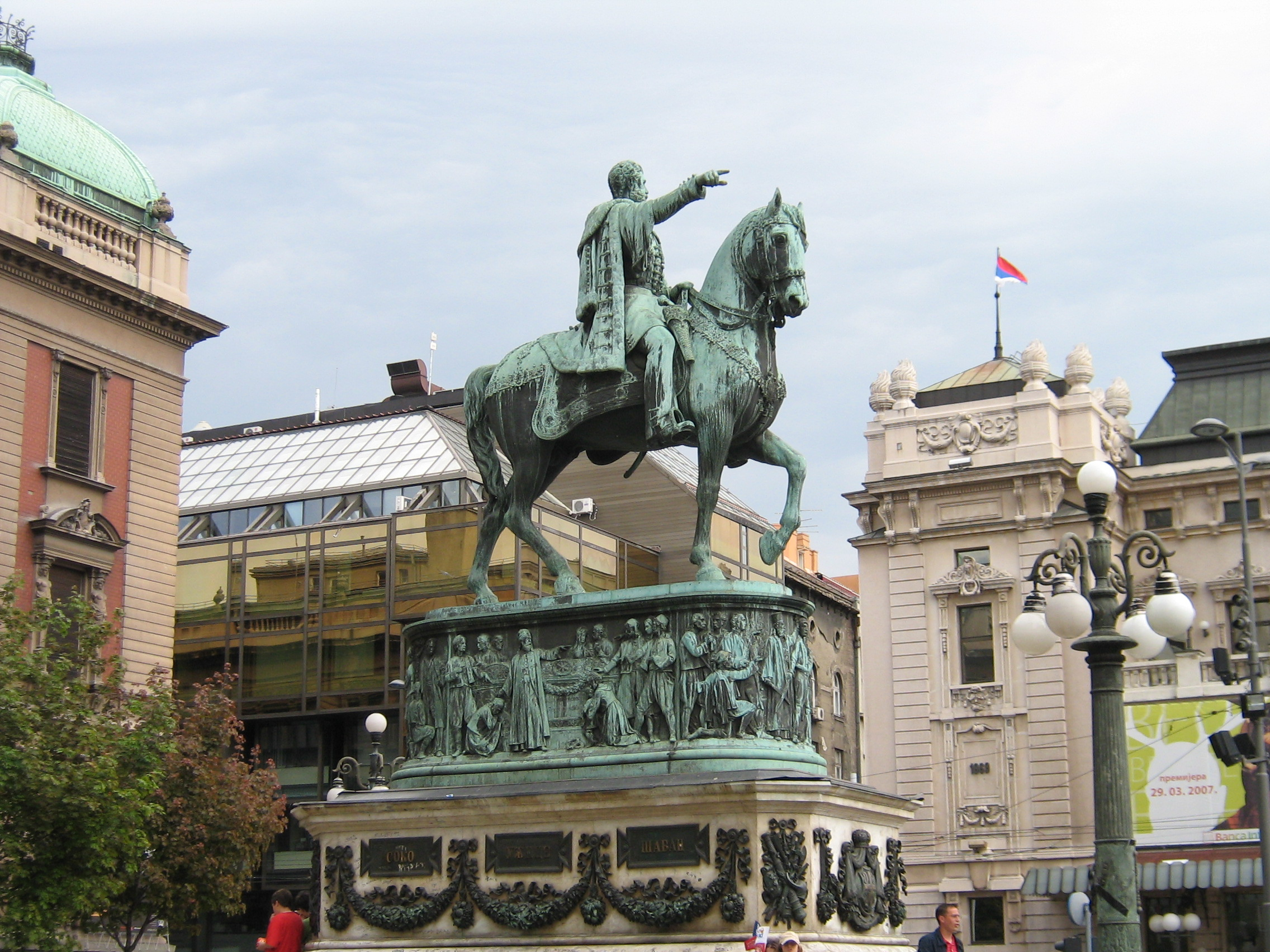
Piazza della Repubblica

Piazza della Repubblica (in serbo tрг Pепублике?, trg Republike) è la più importante piazza del centro e, contemporaneamente, un quartiere del centro di Belgrado, capitale della Serbia.

## Ubicazione
Piazza della Repubblica si trova nella municipalità di Stari Grad, a 100 metri dalla piazza di Terazije alla quale è collegata mediante la via Kolarčeva. Ulica Knez Mihailova la collega al parco Kalemegdan, mentre la via Sremska, al quartiere di Zeleni Venac e a Novi Beograd.
Nonostante Terazije sia il centro ufficiale della città, è piazza della Repubblica ad essere considerata quella centrale; in ogni modo, è certamente la principale di Belgrado.

## Storia

### Origine

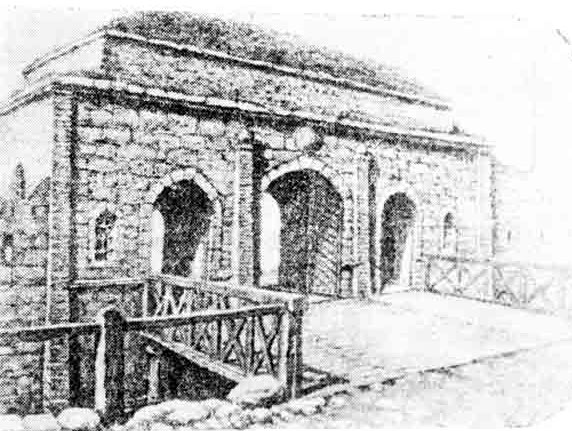
Porta di Istanbul

In epoca ottomana, intorno a Belgrado fu costruita una cinta muraria che, verso sud, passava nell'area dell'attuale piazza. Qui si apriva la porta di Costantinopoli (Стамбол-капија/Stanbol-kapija), la più bella porta della città, costruita dagli austriaci nel XVIII secolo. In quest'area, le autorità ottomane amministravano le esecuzioni capitali dei sudditi non musulmani, soprattutto mediante impalamento. Qui, durante la prima rivolta serba, si svolse una sanguinosa battaglia in cui perse la vita Vasa Čarapić, uno dei comandanti dell'insurrezione.
Nel 1866 la porta fu demolita, e, al suo posto, utilizzando gli stessi mattoni della cinta muraria, fu costruito il Teatro nazionale che, per anni, fu l'edificio più grande della zona. Nel 1882 venne eretto il monumento al principe Mihailo III che aveva voluto la costruzione del teatro nazionale in quel luogo, ma che non era riuscito a vederlo completato poiché fu assassinato un anno prima della posa della prima pietra.

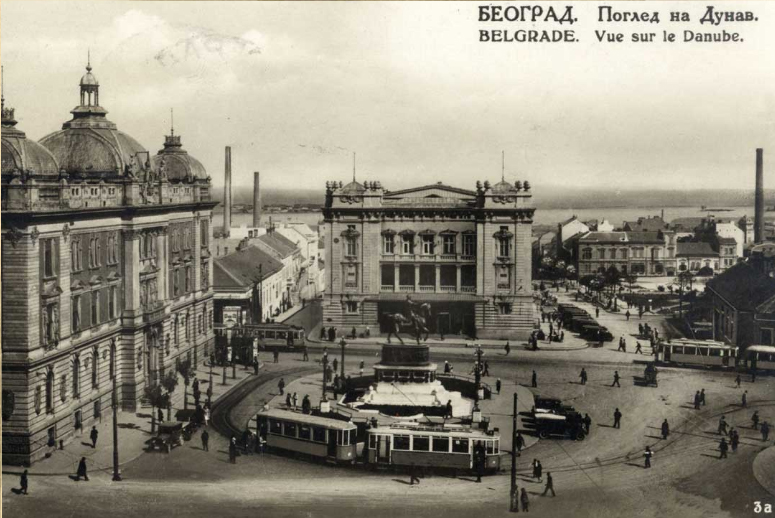
Piazza della Repubblica nel 1934

Ben presto, altri edifici furono aggiunti alla piazza, tra questi, alle spalle della statua equestre, la sede del rinomato ristorante "Dardaneli", meta di attori, artisti e intellettuali. Nel 1903 questo palazzo fu abbattuto per la costruzione della sede del Tesoro.

### Tra le due Guerre
Nel periodo tra la prima e la seconda guerra mondiale, la piazza, che era denominata piazza del Teatro (Позоришни Tрг / Pozorišni trg), presentava soprattutto edifici a uno o a due piani, molti dei quali erano fabbriche o botteghe artigiane; tra questi, c'era il cinema e ristorante "Korlac", nei pressi del parco accanto al teatro. Nel 1930 venne costruito il palazzo Riunione nel quale oggi ha sede il cinema "Jadran". Intorno al monumento al principe Mihailo, correvano i binari tranviari che dal Kalemegdan, raggiungevano i sobborghi della città, passando per l'attuale piazza Nikola Pasić, e nella piazza stessa c'era un capolinea.

### Il secondo dopoguerra

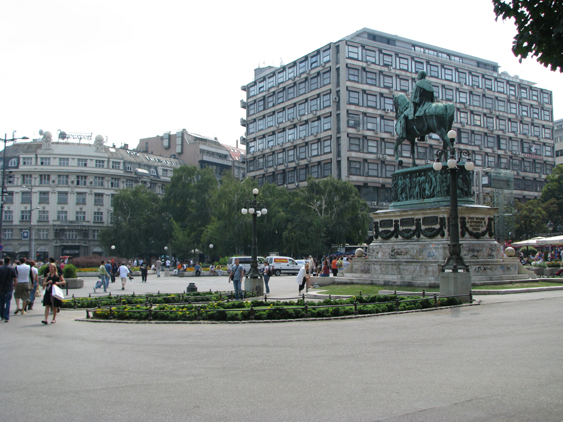
Vista della piazza

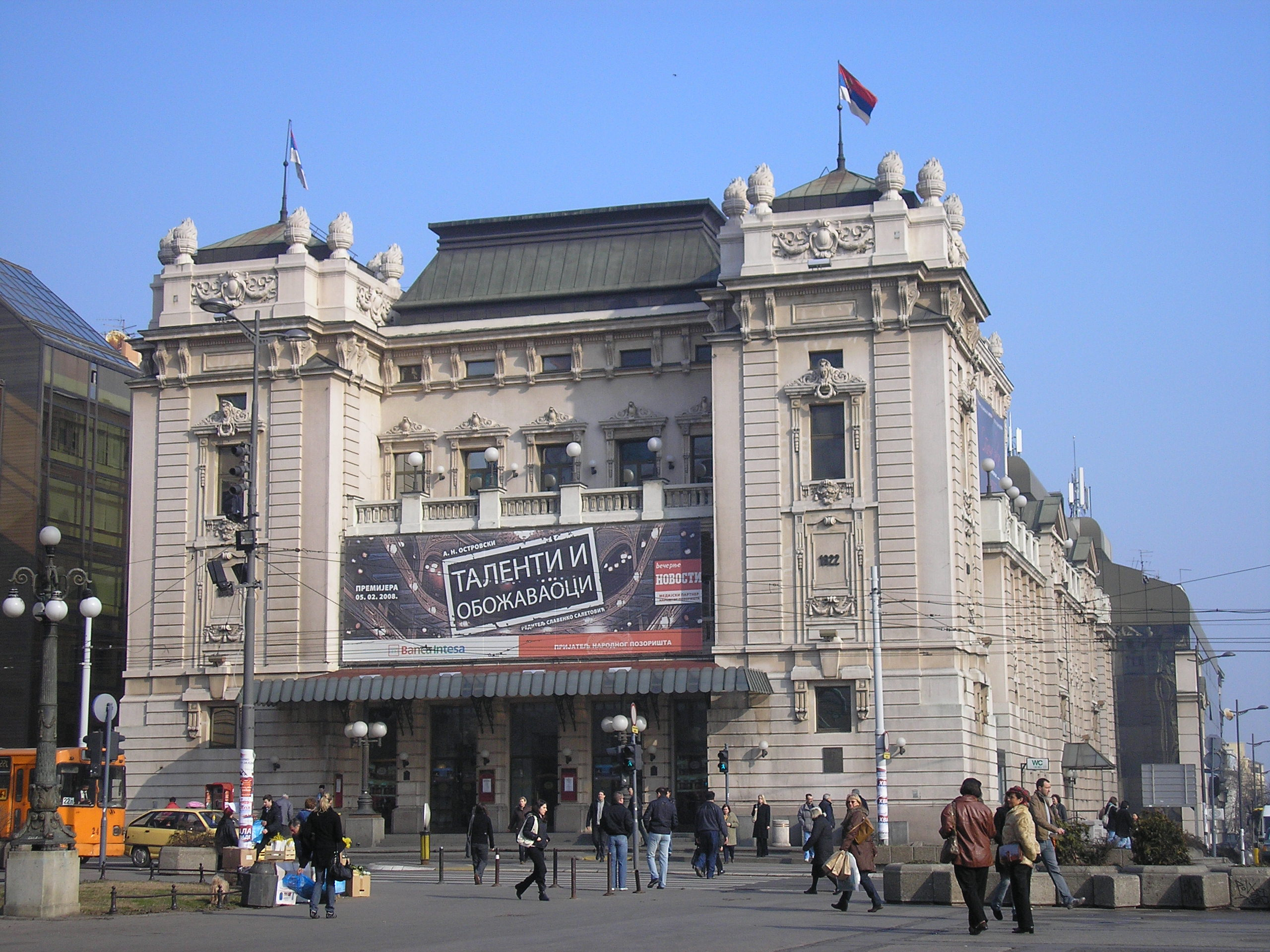
Teatro nazionale

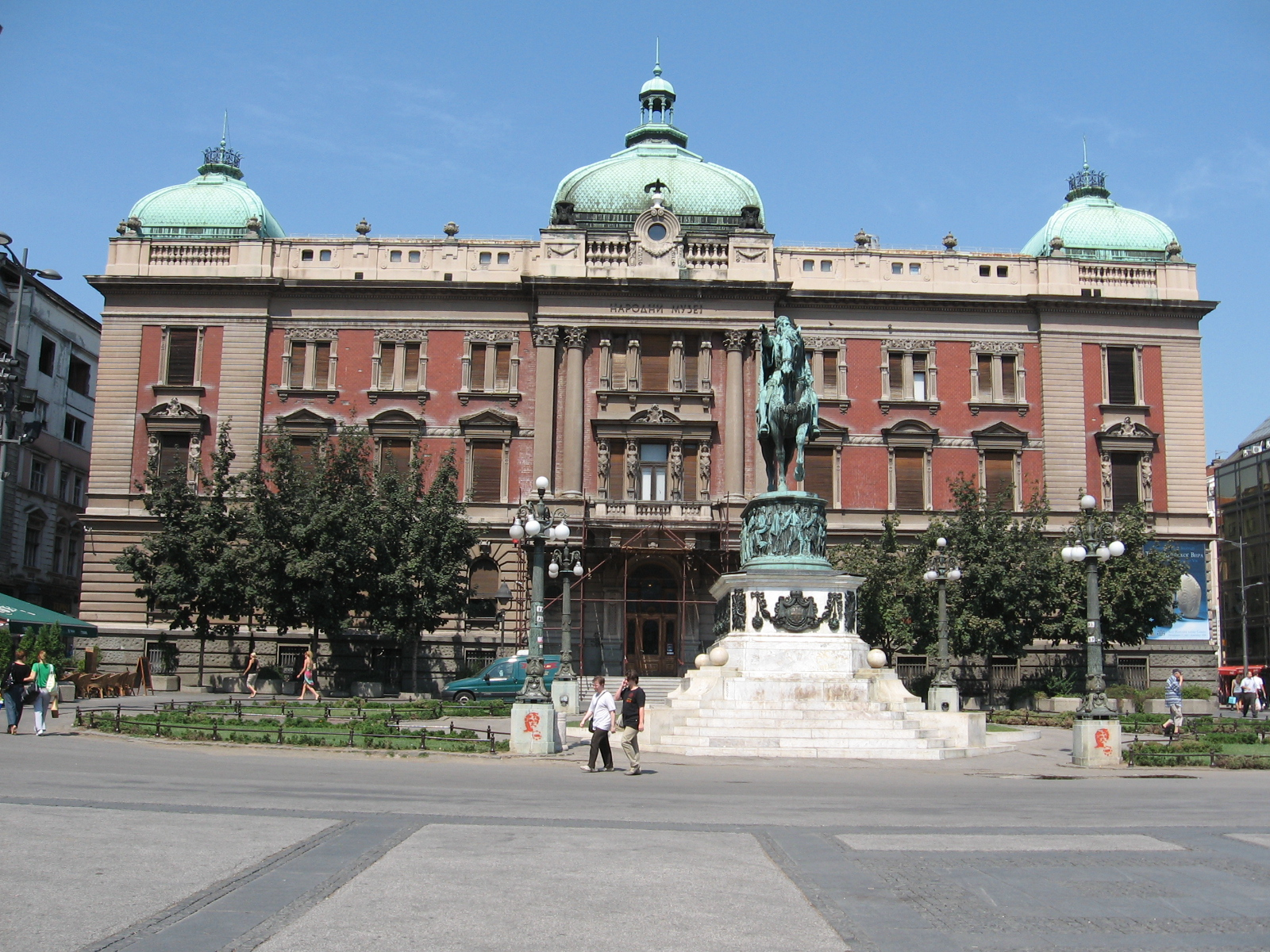
Museo nazionale

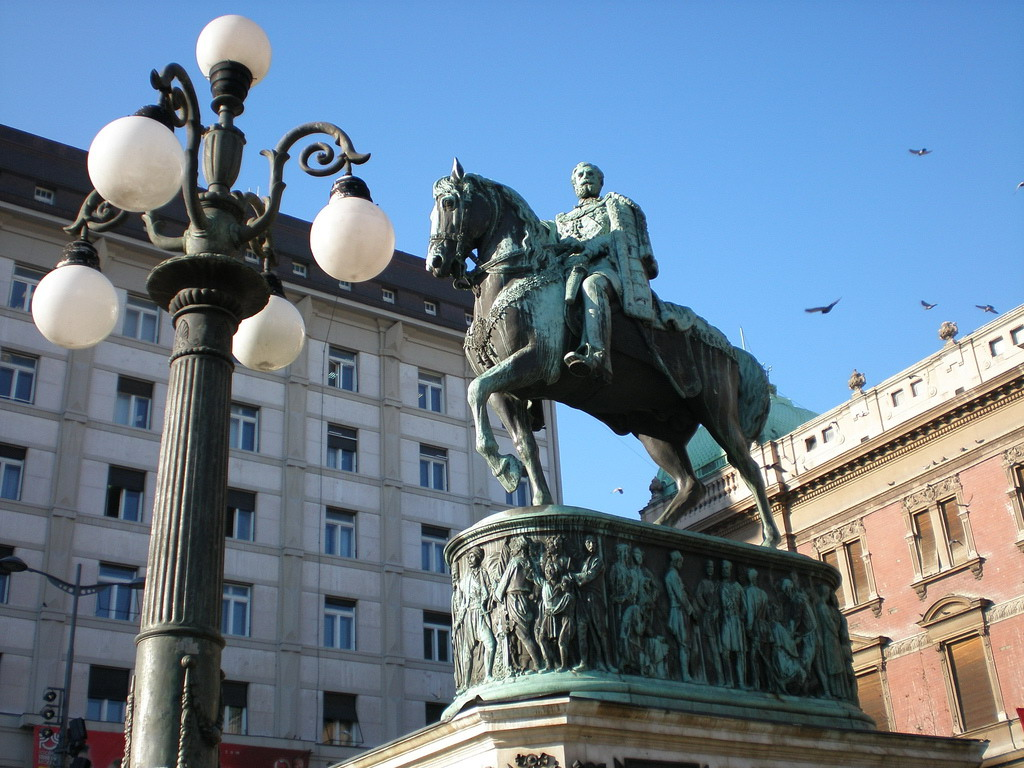
Monumento a Mihailo III

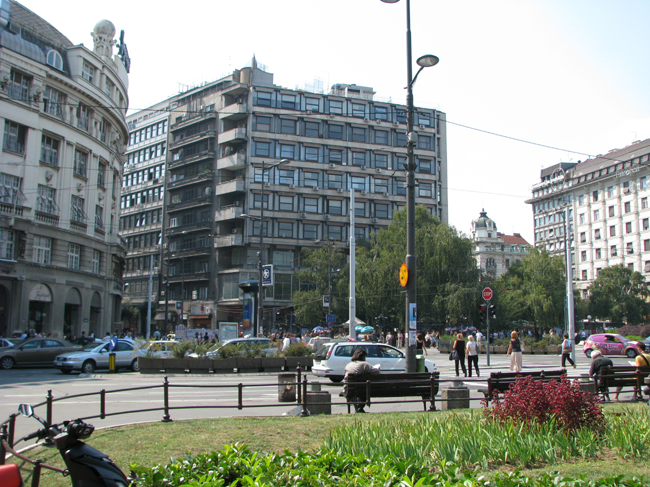
Altra vista della piazza

Il 6 aprile 1941, un bombardamento tedesco colpì la piazza. Molti frabbricati furono distrutti; anche il monumento equestre fu danneggiato. Dopo la guerra, al centro dell'area fu sistemata un monumento funebre con il corpo di un ignoto militare dell'Armata rossa, caduto per la liberazione della città dall'occupazione nazista. La struttura fu, successivamente, trasferita nel sacrario dei Liberatori di Belgrado. Negli anni cinquanta e sessanta del XX secolo furono riedificati i caseggiati abbattuti durante la guerra, e costruiti stabili totalmente nuovi.

Ta il 1958 e il 1961 fu eretto l'edificio più grande della piazza: la casa della Stampa (Дом штампе / Dom štampe), su progetto di Ratomir Bogojević, in uno stile ispirato a Le Corbusier.
Nel 1989, in occasione della nona assemblea dei paesi non allineati, fu costruito lo Stalenac, il primo palazzo in vetro della città, che avrebbe dovuto essere un'opera temporanea, ma che tutt'oggi resta in piedi ospitando alcuni negozi.
Nella piazza, in quello che è il parco memoriale dedicato a Zoran Đinđić, accanto al teatro Nazionale e sull'area dello Stalenac, da decenni è in progetto la costruzione del teatro dell'Opera. Questa realizzazione ha incontrato molte opposizioni ed è stato al centro di una lunga controversia che, per adesso, sembra essere arrivata ad un punto che esclude l'edificazione dell'Opera in piazza della Repubblica.

## Edifici e monumenti
Gli edifici più importanti e i monumenti più significativi che si affacciano sulla piazza della Repubblica sono:
- il teatro Nazionale, costruito nel 1869. È sede di rappresentazioni di prosa, opera e balletto. Fino al secondo dopoguerra, diede il nome alla piazza che si chiamava piazza del Teatro.
- il Museo nazionale di Serbia, che, dal 1950 ha sede nel palazzo del Tesoro, costruito nel 1903. Contiene circa 400 000 opere, ed ha sezioni dedicate all'archeologia, all'arte medievale e moderna e alla numismatica. Attualmente (estate 2016) è chiuso per restauri.
- il monumento al principe Mihailo III, eretto nel 1882 per celebrarne la politica di liberazione delle ultime città serbe dal dominio ottomano e di espulsione di turchi dai territori riconquistati. I nomi delle città redente sono scolpiti nel piedistallo del monumento, e il principe è stato ritratto con una mano che indica ai turchi la direzione per raggiungere Istanbul, anche se, per come la statua fu sistemata, la direzione è leggermente spostata. La statua è opera dello scultore ravennate Enrico Pazzi.
- il monumento a Vasa Čarapić, morto in uno scontro con le forze turche durante la prima rivolta serba. È una statua bronzea posta nel parco memoriale di Zoran Đinđić, e commemora uno degli eroi della lotta di liberazione della Serbia dall'Impero ottomano.